# William Dietrich
William Dietrich (1951) es novelista, periodista (ganó un premio Pulitzer), historiador y naturalista. En la actualidad vive en Washington, Estados Unidos.

## Obras
- El Reich de hielo (1998)
- El muro de Adriano (2004)
- Atila. El azote de Dios (2005)
- Las pirámides de Napoleón (2006)
- La Clave Rosetta (2008)

- Datos: Q3045157